# Prizy
Prizy är en kommun i departementet Saône-et-Loire i regionen Bourgogne-Franche-Comté i östra Frankrike. Kommunen ligger i kantonen Charolles som tillhör arrondissementet Charolles. År 2022 hade Prizy 56 invånare.

## Befolkningsutveckling
Antalet invånare i kommunen Prizy
| Referens: INSEE |